# تفنگدارها (فیلم)
تفنگدارها (دانمارکی: Gøngehøvdingen) یک فیلم است که در سال ۱۹۶۱ منتشر شد.